# Zentrale Planung
Die Zentrale Planung war ein im April 1942 gegründeter Ausschuss im Reichsministerium für Rüstung und Kriegsproduktion zur Lenkung der deutschen Wirtschaft. Am 2. September 1943 wurde ergänzend ein Planungsamt unter Leitung von Hans Kehrl als allgemeines Wissens- und Informationszentrum gegründet.

## Vorgeschichte
Als die United States Strategic Bombing Survey 1945 an das Aktenstudium ging, war sie überrascht, dass entgegen der Eigenpropaganda des NS-Regimes das Dritte Reich weder vor dem Krieg noch in den Kriegsjahren über eine zentrale Planungs- und Koordinationsinstanz für die Kriegswirtschaft verfügte. Der erste Ansatz zu einer Zentralverwaltungswirtschaft, in Form einer „militärischen Kommandowirtschaft“ ging zu Beginn des Krieges von General Georg Thomas aus. Dieser wollte das Wehrwirtschafts- und Rüstungsamt zu einer Keimzelle für einen kriegswirtschaftlichen Generalstab ausbauen. Dazu sollte ein wirtschaftliches Reserveoffzierskorps geschaffen werden, welches aus auf die Offiziersehre verpflichteten Persönlichkeiten aus der Wirtschaft bestehen sollte. Diese Bestrebungen scheiterten daran, dass die Wehrmacht spätestens seit der Blomberg-Fritsch-Krise nicht mehr dominierende Kraft im Staate war.
Am 18. Dezember 1939 lud Thomas 27 führende Persönlichkeiten aus der Industrie ein. Darunter waren Rudolf Blohm, Hermann Bücher, Friedrich Flick, Peter Klöckner, Heinrich Koppenberg, August Kotthaus, Carl Krauch, Alfried Krupp, Paul Pleiger, Hermann Röchling und Rudolf Stahl. Bücher griff in die Diskussion, die sich um Schwierigkeiten in der Stahlproduktion, in der Erzzufuhr und vor allem um das Transportproblem drehte, ein und erklärte grundsätzlich:

„Notwendig ist vor allem eine einheitliche Führung der Wirtschaft und eine denkbar einfache Organisation. Dann wird sich aus der Industrie, die ein sehr williges Organ ist, eine optimale Leistung herausholen lassen. Eine Stelle muß den Gesamtbedarf der Wehrmacht kennen, die Übersicht über die gesamten vorhandenen Rohstoffe haben und endgültig über deren Verwendung entscheiden, eine Stelle muß nach einheitlichen Gesichtspunkten klar und unzweideutig die Größenordnung und Dringlichkeit des Bedarfs verfügen.“

Obwohl die Industrie und auch das Oberkommando der Wehrmacht (OKW) eine Zentralisierung der Entscheidungsbefugnisse verlangten, scheiterten sie am Ehrgeiz und der Machtbehauptung der einzelnen Institutionen.
Die Rüstungsplanung von Hermann von Hanneken führte zu einer Inflation der Stahlkontingente und war Anfang 1942 in einem scheinbar unentwirrbaren Desaster zusammengebrochen. Eine mahnende Denkschrift der Großindustrie zwang Hitler zum Handeln. Hans Kehrl, dessen Bewirtschaftungssystem im Textilbereich als einziges ohne größere bürokratische Reibungen funktionierte, wurde beauftragt ein neues System der Eisen- und Stahlkontingentierung zu entwickeln. Dabei beriet er sich intensiv mit Albert Vögler und mit dem Siemens-Konzern, die ihm Spezialisten als Mitarbeiter zur Verfügung stellten.
Laut Dietmar Petzina scheiterte das Kontingentierungssystem am Fehlen eines Bedarfsplans, der notwendige Eisenverbrauch war niemals festgestellt worden, am verwirrenden System aus Sonderstufen und Sonderprogrammen, daran, dass die ausgegebenen Kontingente immer wieder die tatsächliche Produktion überstiegen, die Betriebe ihren Bedarf bewusst hoch bezifferten und hamsterten aus Angst, bei der Zuteilung zu kurz zu kommen, sowie daran, dass Kontingentübertretungen nicht verhindert werden konnten.

## Zentrale Planung
Die Schaffung der Zentralen Planung war Teil des gründlichen Umbaus der gesamten kriegswirtschaftlichen Organisation Deutschlands von März bis Mai 1942 infolge der Niederlage in der Schlacht um Moskau. Am 3. März 1942 versammelten sich Rüstungsminister Albert Speer, Erhard Milch sowie die I.G.-Farben-Vertreter Walther Schieber und Carl Krauch bei Hermann Göring in Carinhall, um den neu zu bildenden Planungsausschuss zu besprechen.
Geleitet wurde sie von Speer, Milch und Paul Körner, wobei Körner kaum eine Rolle spielte.
In dem am 22. April von Speer entworfenen „Erlaß des Reichsmarschalls des Großdeutschen Reiches über Errichtung einer ‚Zentralen Planung’ im Vierjahresplan“ hieß es über die Aufgaben:

„a) die Entscheidung über die Notwendigkeit oder Weiterführung vorhandener Planungen,

b) die Entscheidung über die Schaffung neuer oder im Ausbau vorhandener Rohstofferzeugungsstätten,

c) die Verteilung der vorhandenen Rohstoffe, insbesondere von Eisen und Metall, auf alle Bedarfsträger,

d) den Einsatz der Kohle und Energie in der Fertigung und

e) die Abstimmung der Forderungen der Gesamtwirtschaft an das
Transportwesen“

Laut Gregor Janssen war die Rohstofferzeugung bewusst ausgeklammert worden und die Bezeichnung „Zentrale Planung“ ist insofern irreführend, als dort nicht die Grundstoffproduktion geplant wurde, sondern lediglich deren Verteilung.
Speer berichtet über die Gründung:

„An sich war das eine richtige Maßnahme, weil ja die Organe des Vierjahresplanes vor dem Krieg auch schon in gewissem Sinne ein »Kriegsmobilmachungsorgan« darstellten. Aber es wurde nicht versucht, für die gesamte Wirtschaft eine »zentrale Kriegsmobilmachungsstelle« zu bilden. Im Vierjahresplan gab es nebeneinander die verschiedenen Generalbevollmächtigten für die Bauwirtschaft, die Chemie usw., die - abgesehen von Göring selbst - keine zusammenfassende Spitze hatten. Göring hat sich aber in dieser Zeit ausschließlich um die Führung der Luftwaffe gekümmert und ist mit A.H. in das Hauptquartier gezogen. Dadurch hatten die vielen täglichen Streitfragen, die aus der Umstellung zur Kriegswirtschaft sich ergaben, keine entscheidende Stelle. Was besonders fehlte, war aber eine ausgleichende zentrale Stelle, die auch die Materialanforderungen aufeinander abstimmt. Daher war es eine meiner ersten Maßnahmen, daß ich die sogenannte »Zentrale Planung« schuf, in der die einzelnen Bedarfsträger einschließlich Landwirtschaft zusammentreten mußten, um ihre Anforderung zu begründen und die endgültige Entscheidung zu erhalten.“

Janssen urteilt, dass das „Problem des völligen Fehlens einer zentralen Stelle für die deutsche Kriegswirtschaft“ nun „teilweise gelöst“ war.
Die erste Sitzung fand am 27. April 1942 statt, die letzte (62.) Sitzung am 5. Dezember 1944. Hauptdiskussionspunkte der Sitzungen waren:
- Bewirtschaftung von Eisen und Stahl (rund 30 Sitzungen)

- Bewirtschaftung von Fe-Legierungs- und NE-Metallen (10 Sitzungen)

- Kohlebewirtschaftung (11 Sitzungen)

- Beschaffung und Verteilung von Arbeitskräften (8 Sitzungen)[15]

Laut Adam Tooze erwarb sich die Zentrale Planung ihre wirkliche Bedeutung erst im Laufe ihrer regelmäßigen Zusammenkünfte und konnte sich dabei als das „eigentliche Kriegskabinett“ der deutschen Wirtschaft etablieren.
Am 20. Oktober 1942 gab sich die Zentrale Planung eine Geschäftsordnung.
Laut Dietrich Eichholtz lag die „Schlüsselvollmacht“ der „Zentralen Planung“ in der Verteilung von Eisen und Stahl. Über diese „Leitrohstoffe“, deren Produktion nicht geplant, aber deren Verteilung reguliert wurde, wurde eine neue Stufe staatsmonopolistischer Regulierung und Planung erreicht.
Tooze schreibt, dass auch in „Sektoren, die auf den ersten Blick gar nichts mit Stahl zu tun hatten“, „Stahl das eigentliche Thema“ war. Daher beanspruchte die Zentrale Planung auch die Kontrolle über Carl Krauch und sein Chemieprogramm, da „seine riesigen Fabriken so hohe Stahlkontigente brauchten“. Und schlussfolgert:

„Wer immer gerade für die Rüstungswirtschaft zuständig war und wie immer er seine Weisungsbefugnis ausübte, es drehte sich in der deutschen Rüstungspolitik immer alles um Stahl, ob vor dem Februar 1942 oder nach Speers Amtsübernahme“

Walther Funk berichtet über die Sitzungen, die im großen Sitzungssaal in Speers Ministerium stattfanden:

„Sie wurden stets durch eine Rede des Vorsitzenden Speer eröffnet, der stets erklärte, daß die Rüstungsproduktion mehr und mehr werden müsse. Sodann, wenn zum Beispiel der Hauptberatungsgegenstand die Eisenzuteilung war, pflegte Speer eine Liste zu verlesen, welche so und so viel Eisen diesem und so und so viel Eisen jenem der wichtigsten Antragsteller zuteilte. Noch bevor die Verlesung beendet war, entstand jedesmal Unruhe in der Versammlung und nachdem der Vorsitzende geendet hatte, war der Raum von den scharfen Forderungen der verschiedenen Vertreter erfüllt, welche behaupteten, daß ihr Sektor ohne größere Zuteilung nicht mehr funktionsfähig sei.“

In seinen Erinnerungen schrieb Speer, dass die Zentrale Planung zur „wichtigsten Einrichtung unserer Kriegswirtschaft“ wurde. Und dass sich die Sitzungen endlos hingezogen hätten, mit einer Unzahl von Teilnehmern. Minister und Staatssekretäre kamen persönlich und „kämpften oft dramatisch um ihre Kontingente“.

## Planungsamt
Die zunehmenden Engpässe zwangen Speer, einen realistischen Überblick die zur Verfügung stehenden Ressourcen zu erhalten und drohende Engpässe frühzeitig zu erkennen. Dazu wurde im September 1943 das sogenannte Planungsamt als „allgemeines Wissens- und Informationszentrum“ geschaffen. Das Planungsamt sollte die Entscheidungen der „Zentralen Planung“ vorbereiten und die Ausführung ihrer Beschlüsse kontrollieren. Bis das Planungsamt geschaffen wurde, basierten ihre Beratungen zunächst nur auf der flüchtigen Befragung von ein paar eilig in die Sitzung gerufenen Sachverständigen.
Der sogenannte „Bandwurmerlaß“ vom 29. Oktober 1943 hat eine Art Branchenregister geliefert. „Wer tut was? Wer ist wofür zuständig?“ Im Februar 1941 hatte ein Runderlass des Reichswirtschaftsministers verlangt, die Warenhäuser, Groß- und Einzelhandelsgeschäfte zu überprüfen, um, wie es dort hieß, „von der Warenseite aus festzustellen, in welchen Betrieben noch kriegsunwichtige Fertigung ausgeübt wird“.
Es wurden 5 Hauptabteilungen mit etwa 100 Sachbearbeitern geschaffen.
- „Hauptabteilung I Grundsatzfragen“ unter Leitung von Fromm beschäftigte sich mit allgemeinen Grundsätzen und Verfahren der Planung und Lenkung.

- Die „Hauptabteilung II Querschnittsfragen“ unter Dr. Bosch beschäftigte sich mit Arbeitseinsatzplanung, Kapazitäts- und Ausbauplanung, Baubewirtschaftungsfragen, Maschineninvestitionen, Dringlichkeitseinstufungen, Fliegerschäden und mehr.

- Die „Hauptabteilung III Gesamtplanung“ unter Dr. Baudisch sollte rechtzeitig Engpässe bei Kohle, Energie, im Verkehr und bei Arbeitskräften erkennen.

- Die „Hauptabteilung IV Fachliche Planung“ war die wichtigste Hauptabteilung und stand unter Leitung von Kehrl selbst. Sein Vertreter war Fritz von Engelberg.

- Die „Hauptabteilung V Planstatistik“ unter Leitung von Rolf Wagenführ entwickelte einen Index der Rüstungsproduktion und gab monatliche Schnellberichte heraus. Das für Hitler bestimmte Exemplar wurde in 4-facher Vergrößerung gedruckt, um seine Sehkraft zu entlasten.

- Die „Wissenschaftliche Beratungsstelle“ unter Leitung von Werner Bosch war ein Tarnname und beschäftige sich in 12 Arbeitskreisen mit der Rüstungswirtschaft der Feindstaaten und gab darüber hochgeheime „Grüne Hefte“ heraus.

Nach Rolf-Dieter Müller wurde das Planungsamt die „Schaltzentrale“ und der „Kopf“ der deutschen Kriegswirtschaft, bei dem sich jedoch Speers Sorgen, dass sich nach sowjetischem Vorbild ein riesiger Wasserkopf bilden könnte, nicht eintraten. Mit dem Planungsamt bewegte sich das Dritte Reich in Richtung des sowjetischen Systems, aber es blieben entscheidende Unterschiede, da Speer trotz Kompetenzerweiterung von einer zentralen und totalitären Regie der Volkswirtschaft „noch weit entfernt war“.
Man interessierte sich für die Methoden der Lenkung und Planung der Sowjetunion, „dieses Hauptgegners“, wie es nach Ludolf Herbst anerkennend hieß, und war der Auffassung, viel von der sowjetischen Planwirtschaft lernen zu können.
Der Chef des Planungsamtes Kehrl urteilt:

„‚Kurz vor Mitternacht’, mehr als vier Jahre nach Ausbruch des Krieges, hatte das Reich schließlich ein Planungsamt, das es in ähnlicher Struktur spätestens ab Verkündigung des Vierjahresplanes 1936 hätte geben müssen. Wir hatten bei unserer Arbeit einen ‚fliegenden Start’. Der Krieg erlaubte uns nicht, vorbereitend eine lange Piste zu bauen.“

Über sein allgemeines Verhältnis zu den Unternehmern schrieb er:

„Der Nationalsozialismus forderte grundsätzlich weder die Planwirtschaft noch irgendeine Art von Autarkie […] Meine Überlegungen veranlaßten mich, nach Formen zu suchen, die die Sachkenntnis der Wirtschaft unter eigener Verantwortung maßgebend in das System der Wirtschaftslenkung einschalteten. Daher die Konzeption der Reichsvereinigung Kohle, Reichsvereinigung Eisen und anderer Reichsvereinigungen.“

Nach Ansicht von Eichholtz kam ein zentraler Produktionsplan nie zu Stande. Kehrl schrieb hingegen nach dem Krieg, dass es „so etwas wie einen Gesamtplan“ gegeben habe, bei dem durch die Kontingentierung des Eisens als „Leitrohstoff“ der Umfang der einzelnen Erzeugungen „in etwa“ festgelegt wurde.

## Bewertung
Willi A. Boelcke urteilt, dass weder die „Zentrale Planung“ noch das Planungsamt zur Annahme verleiten dürfen, dass Deutschlands Gesamtwirtschaft völlig nach den Prinzipien der Planwirtschaft organisiert war. Die mit Kriegsbeginn einsetzenden staatlichen Eingriffe durch Rationierungen und Kontingentierungen setzten die „Lenkungsfunktion des Marktes“ außer Kraft, es entbehrte aber vor allem an der „zentralen gesamtwirtschaftlichen Lenkung“, und niemand dachte an die Aufstellung „gesamtwirtschaftlicher Jahrespläne“.
Ingeborg Esenwein-Rothe urteilt, dass es „selbst unter dem Zwang des ‚totalen Krieges’“ nicht zur Herausbildung eines „machtvollen Willenszentrums“ im Staatsapparat kam. Einzelne Machtblöcke, insbesondere die SS, die Luftwaffe und die chemische Industrie, behielten die Hoheit über ihre Verfügungsbereiche.
Nach Dietmar Petzina gelang es Speer, eine zentrale Steuerung der Wirtschaft zu schaffen, die aber „entgegen herkömmlichen Vorstellungen von ‚Planwirtschaft’ die Einflußmöglichkeit der Industrie nicht verringerte, sondern sie gegenüber der bürokratischen Gängelung der Wehrmachtsstäbe sogar verstärkt hat.“
Für Erich Welter, selbst Mitarbeiter der Zentralen Planung, war sie ein kriegswirtschaftlicher Regierungsausschuss, „der verhindern sollte, daß jeder tat, was er wollte und in seiner Macht stand“, und mit ihr wurden erstmals ernste Anstrengungen unternommen, „das Chaos zu mildern“, das die deutsche Kriegswirtschaft in den ersten Jahren des Krieges dargestellt hatte.
Auch nach sowjetischer Ansicht konnten für das Rüstungsprogramm B, das Rüstungsprogramm für den Angriff auf die Sowjetunion, die ökonomischen Möglichkeiten nicht voll ausgenutzt werden, da die „zahlreichen Ämter, Beiräte, Ausschüsse, Gruppen usw.“ zu keiner einheitlichen Leitung fähig waren.
Ludolf Herbst stimmt dem Urteil von Welter zu, dass im Lenkungssystem der deutschen Kriegswirtschaft bis zum Jahre 1943 „der Dilettantismus Orgien gefeiert“ hat und das „ahnungslose Herumimprovisieren“ dem Bemühen wich, des Durcheinanders Herr zu werden.
Anja Bagel-Bohlan hält es für eine „unglaubliche Tatsache“, dass selbst nach Kriegsbeginn weder ein Kriegs- noch ein Rüstungsplan existierte. Sie erklärt sich dies damit, dass Hitler kein „übermilitärisches Gesamtkriegsführungsgremium“ wollte, das seine Macht beschnitten hätte, außerdem hätte eine Aufstellung die hoffnungslose materielle Unterlegenheit Deutschlands gegenüber dem Gegner offenbart. Obwohl Hitler häufig in beschwörenden Tönen vom „Krieg der Fabriken“ gesprochen hatte, habe er die zentrale Rolle der Ökonomie nicht wirklich erkannt.